# Brita Wassdahl
Brita Wassdahl, född 8 februari 1927 i Kvänums församling, Skaraborgs län, är en svensk tecknare och designer. Hon är syster till Kjell Härnqvist.
Wassdahl, som är dotter till bokhandlare Karl Härnqvist och Hilda Eriksson, studerade vid Anders Beckmans skola 1948, var lärare där 1958–1959 och startade egen firma 1967. Hon har utfört design för flera konfektionsfabriker, väveri och stickeri YFA, Eiser och Sahlins samt var designer hos Twilfit 1973–1980. Hon har utfört experiment med teknik och form i stickade plagg och lammpälsar, design för Hemslöjden Nya kläder på gammal tradition, lammpälsar för Yllet Gotland. Hon har deltagit i samlingsutställningar, Kläder som konst Doktor Glas, på Röhsska museet och Kulturhuset i Stockholm, samt hållit separatutställning på Design Center i Malmö. Hon har utgivit Brita Wassdahls Stickbok (1987).